# Пронино (сельское поселение Домшинское)
Пронино — деревня в Шекснинском районе Вологодской области. Входит в сельское поселение Домшинское, с точки зрения административно-территориального деления — в Домшинский сельсовет.

## География
Расстояние по автодороге до районного центра Шексны — 30 км, до центра муниципального образования Нестерово — 10 км. Ближайшие населённые пункты — Симаново, Митьково, Середнево.

## Население
По переписи 2002 года население — 14 человек.